# Conus ponderoaustriacus
Espèce
Conus ponderoaustriacus est une espèce fossile de mollusques gastéropodes marins de la famille des Conidae.

## Taxonomie

### Publication originale
L'espèce Conus ponderoaustriacus a été décrite pour la première fois en 1893 par le géologue, paléontologue et mycologue italien Federico Sacco (1864-1948),.